# Chabaudus
Chabaudus (benannt nach Alain Chabaud) ist eine Gattung der Spulwürmer mit vier Arten.

## Merkmale
Die Kaudalpapillen sind zahlreich. Die Mundhöhle ist am Boden mit drei Zähnen besetzt. Im Gegensatz zur ähnlichen Gattung Gendria ist die Mundöffnung dreieckig und von drei zweilappigen Lippen umgeben, so dass sich in Ansicht von vorn ein sechseckiges Erscheinungsbild ergibt.

## Systematik
Hodda (2022) betrachtet Chabaudus als Synonym für Gendria, in den CHI keys und Datenbanken werden beide jedoch getrennt. Zur Gattung gehören folgende Arten:
- Chabaudus alaini Afonso-Roque, 1982
- Chabaudus chabaudi Inglis & Ogden, 1965
- Chabaudus leberrei Brain & Philippon, 1969
- Chabaudus thysi Puylaert, 1970